# L’Auto Craft Montadora de Veículos
L’Auto Craft Montadora de Veículos Ltda. war ein brasilianischer Hersteller von Automobilen.

## Unternehmensgeschichte
Das Unternehmen aus Barra do Piraí übernahm 1983 die Produktion von L’Automobile Distribuidora de Veículos. Der Markenname lautete L’Auto Craft. 1986 wurden zwei Modelle von Fibrario übernommen. 1997 endete die Produktion. Insgesamt entstanden mehr als 100 Fahrzeuge.

## Fahrzeuge
Das Modell Ventura wurde übernommen und überarbeitet. Dies war ein Coupé. Der wassergekühlte Vierzylindermotor stammte vom VW Passat und war im Heck montiert. Eine Ausführung als Cabriolet blieb ein Prototyp.
Ab 1986 gab es zusätzlich die bisherigen Fibrario-Modelle Dimo als Nachbildung des Ferrari Dino und einen VW-Buggy.  Außerdem standen Nachbildungen des Ford Modell A sowie eines Bugatti im Sortiment.
1990 folgte der Sabre. Auf einen Rohrrahmen wurde eine Karosserie aus Fiberglas montiert. Es war ein zweitüriges Coupé. Ein Motor vom Chevrolet Opala mit 4100 cm³ Hubraum trieb die Fahrzeuge an. Von diesem Modell entstanden bis 1997 108 Fahrzeuge.